# Jordy
Pour les articles homonymes, voir Jordy (homonymie) et Lemoine.
Pour l’article ayant un titre homophone, voir Jorrdee.
Jordy Lemoine, plus connu sous son seul prénom Jordy, est un chanteur français, né à Saint-Germain-en-Laye le 14 janvier 1988. Devenu enfant star à l'âge de quatre ans avec la chanson Dur dur d'être bébé !, il a été actif en tant que chanteur de 1992 à 1995, avant d'effectuer un retour à la scène entre 2006 et 2008.

## Biographie
Jordy Claude Daniel Lemoine est le fils de Patricia Clerget, ancienne animatrice à Radio Manche et autrice-compositrice, et de Claude Lemoine, producteur des Rockets de 1974 à 1992, un groupe de rock français.

### Enfant star (1992-1994)
En septembre 1992, à l'âge de quatre ans, il devient célèbre grâce à la sortie de son album Pochette Surprise et de son premier single Dur dur d'être bébé !, son plus grand succès, qui le propulse en tête du Top 50 durant 15 semaines en 1992. Deux autres singles de l'album sortent ensuite : Alison (5 semaines en première place des ventes en mars 1993) et Les boules (classé no 13 en juillet 1993). En décembre 1993 sort le single It's Christmas, c'est Noël, issu de l'album Potion Magique qui a pour thématique la fête de Noël. Ses albums ont été également vendus en Europe, au Japon, en Corée du Sud et en Amérique du Nord. 
Il est listé dans le livre des records pour avoir été le plus jeune chanteur à être resté no 1 du Top 50 durant 15 semaines à la suite en France avec le titre Dur dur d'être bébé !. Il a également été un hit dance dans une quinzaine de pays : no 1 en Grèce, en Espagne et en Italie, no 2 en Finlande et en Belgique, no 3 aux Pays-Bas et en Autriche, no 5 en Norvège, no 8 en Nouvelle-Zélande, no 20 en Suisse, no 37 en Australie...
À l'époque, le cas de Jordy interpelle sur la situation des enfants stars et sur la protection des intérêts financiers et de l'équilibre psychologique des enfants lorsqu'ils sont en contact avec le monde du spectacle. Sa carrière aurait généré 10 millions € de chiffre d'affaires.
En 1993, ses parents ouvrent en Normandie « la ferme de Jordy », un parc de loisirs avec des animaux miniatures. Conçu par le père de Jordy qui n'a aucune expérience dans ce type d'activité, le parc est un échec et ferme en 1996. La même année, ses parents se séparent. Le parc était financé avec les droits d'auteur de Jordy qui auraient dû être placés sur un compte bloqué et ne pouvaient être investis que dans des placements financiers sans risque. Claude Lemoine, son père, justifiera ces dépenses illégales par sa volonté d'entretenir « une affaire familiale », confirmant qu'il ne reconnaissait pas de frontière entre l'argent de son fils et le sien. Aujourd'hui, Claude Lemoine a perdu la totalité des droits d'auteur de son fils ainsi que son propre patrimoine.

#### Certifications pour lesingleDur dur d'être bébé!
| Pays   | Certification | Date | Ventes certifiées | Ventes physiques |
| ------ | ------------- | ---- | ----------------- | ---------------- |
| France | Platine       | 1993 | 500 000           | 800 000+         |

### Retour médiatique en 2005
On ne revoit ensuite Jordy que sporadiquement dans des émissions de télévision. À 17 ans, il est l'un des candidats de La Ferme Célébrités 2 du 30 avril au 28 juin 2005, sur TF1. Il en sort gagnant grâce au vote du public face à Daniel Ducruet, Nathalie Marquay et Joanna Roziak. Il jouait pour l'association France Parkinson.
En mars 2006, Jordy sort un single Je t’apprendrai. Le 23 mars de la même année, il publie son autobiographie Je ne suis plus un bébé. Il y raconte comment son père aurait dépensé la quasi-totalité de ses bénéfices, profitant du fait qu'il était encore mineur à l'époque. Pour son père au contraire, « le fisc lui a tout pris » et « Jordy ne chantait pas, mais était juste samplé ». Son père se défend en disant qu'il est ruiné et insolvable après avoir placé l'argent de son fils dans son intérêt. Jordy a participé en 2007, 2008 et 2009 aux 24 heures motonautiques de Rouen, et a également fait une apparition dans la sitcom Sous le soleil dans le rôle du fils de Louis Lacroix (joué par Roméo Sarfati). 
Début 2008, il est remonté sur scène dans le Calvados, et a sorti en mars un nouvel album avec son groupe Jordy and the Dixies intitulé Vingt'Age.
En mars 2009, il remporte un procès qui l'opposait à son ancienne maison de disques CBS Records (Sony-BMG) pour avoir exploité ses titres sans lui reverser les droits d'auteurs ; il reçoit 820 000 € de dommages et intérêts,. Le tribunal de grande instance de Paris a confirmé « (qu')en exploitant des enregistrements phonographiques et vidéographiques […] sans autorisation de Jordy, artiste-interprète, Sony BMG s'était rendue coupable de contrefaçon ».
Après avoir décroché son baccalauréat au rattrapage en septembre 2009, Jordy est rentré en octobre de la même année dans une école formant des ingénieurs du son à Paris, l'ISTS.
Le 14 mars 2012, il joue dans un épisode de la série de réalité scénarisée Le jour où tout a basculé intitulé Ma fille se met en danger, sur France 2. Il y joue le rôle d'un jeune pas très fréquentable prénommé Teddy, qui incite sa petite amie à prendre de la drogue.
Il fonde sa société baptisée Dur Dur Productions qui a produit notamment le court-métrage Armes et conséquences, ainsi que le premier album de son propre groupe de rock français Jordy and the Dixies.

## Publication
- Jordy Lemoine, Je ne suis plus un bébé, éditions Scali, 2 février 2006, 222 p. (ISBN 2-35012-038-4)

## Apparitions à la télévision
- 2005 : La Ferme Célébrités (émission), saison 2 - candidat
- 2006 - 2007 : Sous le soleil (série télévisée), saison 11 : Antonin, le fils de Louis Lacroix
- 2012 : Le Jour où tout a basculé, épisode Ma fille se met en danger : Teddy

## Cinéma
- 1993 : Allô maman, c'est Noël (générique de fin).